# WRB – Ödenburg bis Semmering
Die Dampflokomotiven „Ödenburg“ bis „Semmering“ waren vier Personenzuglokomotiven der Wien-Raaber Bahn, die sich auch zeitweise Wien-Gloggnitzer Bahn nannte.
Diese vier Lokomotiven wurden bei Sharp in Manchester gefertigt.
Sie wurden 1842 geliefert und bekamen die Namen „Ödenburg“, „Klamm“, „Schneeberg“ und „Semmering“.
Die vier Maschinen kamen 1855 zur Staats-Eisenbahn-Gesellschaft (StEG), die ihnen die Nummern 8–11 zuwies und sie 1861 verkaufte.